# Чхоннянни (станция метро)

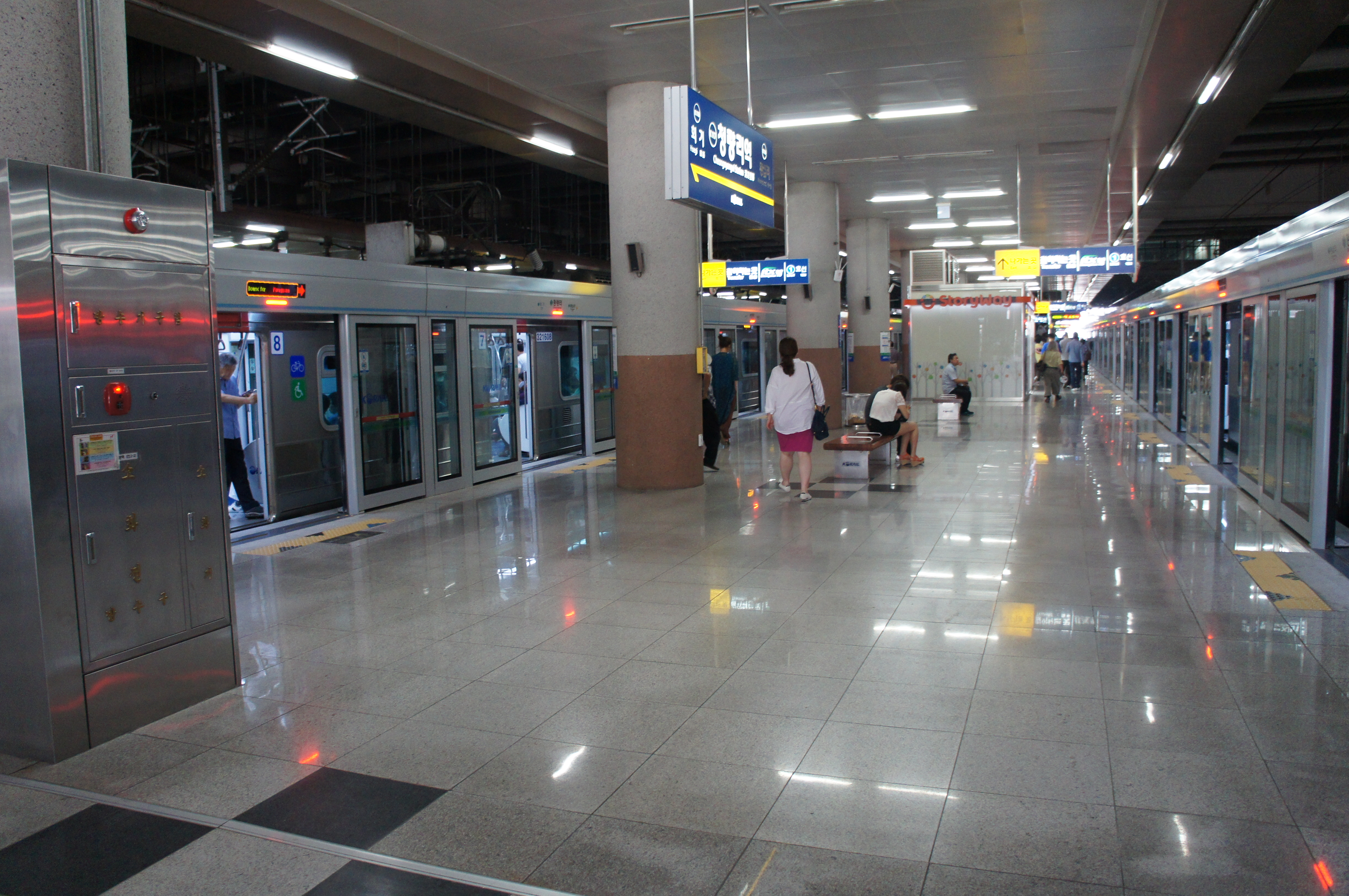
Платформа станции линии Кёнъи-Чунъан

«Чхоннянни» (кор. 청량리역) — пересадочная станция Сеульского метроː подземная на Первой (Сеул метро 1) и наземная на Кёнъи-Чунъан линиях.
Она представлена одной на Первой линии и тремя платформами на линия Кёнъи-Чунъан. Станция обслуживается корпорацией Сеул Метро (Seoul Metro) на Первой линии и корпорацией железных дорог Кореи (Korail) на линии Кёнъи-Чунъан. Расположена в квартале Ченон-дон района Тондэмунгу города Сеул (Республика Корея). На станции установлены платформенные раздвижные двери.
Поезда Кёнвон экспресс (GWː Gyeongwon) обслуживают станцию; Кёнкин экспресс (GI: Gyeongin), Кёнбусон красный экспресс (GB: Gyeongbu red express), Кёнбусон зелёный экспресс (SC: Gyeongbu green express) не обслуживают станцию.
Пассажиропоток — на 1 линии 66 305 чел/день, на линии Кёнъи-Чунъан 26 488 чел/день, поездами Korail 11 782 чел/день (на 2012 год).
Наземная станция изначально как ж/д станция была открыта 15 октября 1911 года.